# Most (seriál)
Most (dánsky Broen, švédsky Bron) je dánsko-švédský televizní seriál. Natočeny byly 4 řady o osmi až deseti dílech, které byly v premiéře odvysílány v letech 2011, 2013, 2015 a 2018. Seriál se odehrává v Kodani a Malmö, městech spojených Öresundským mostem.
Na začátku první řady seriálu je na tomto mostě nalezeno rozpůlené ženské tělo, jehož jedna polovina leží na dánské a druhá na švédské straně mostu. Proto začíná společné vyšetřování vraždy dánským policistou Martinem Rohdem a švédskou kriminalistkou Sagou Norénovou.

## Obsazení
- Sofia Helinová – malmöská kriminalistka Saga Norénová
- Kim Bodnia – kodaňský kriminalista Martin Rohde (1. a 2. řada)
- Thure Lindhardt – kodaňský kriminalista Henrik Sabroe (3. a 4. řada)
- Dag Malmberg – Hans Petterson
- Magnus Krepper – Stefan Lindberg
- Puk Scharbauová – Mette Rohdeová, manželka Martina

## Další zpracování
Úspěch seriálu přilákal tvůrce z dalších zemí. Námět byl zpracován například v seriálu The Tunnel z roku 2013 v britsko-francouzské produkci a role mostu byla nahrazena Eurotunelem. Hlavní role policejních vyšetřovatelů hrají Clémence Poésy a Stephen Dillane. Ve stejném roce měl premiéru americký seriál The Bridge odehrávající se na americko-mexické hranici. V ruské produkci vznikl v roce 2018 seriál Мост, jehož děj se zabývá vraždami na estonsko-ruské hranici mezi městy Narva a Ivangorod. Hlavní roli estonské policistky hraje Ingeborga Dapkūnaitė, ruského policistu představuje Michail Porečenkov. Další zpracování námětu pochází z produkce HBO Asia a Viu, kde v roce 2018 vznikl detektivní seriál The Bridge z prostředí malajsko-sigapurské hranice. V roce 2019 měl premiéru rakousko-německý seriál Der Pass, který se odehrává v horském průsmyku mezi Rakouskem a Německem. Hlavní role policistů v něm hrají Nicholas Ofczarek a Julia Jentsch.